# Салаватстрой
Трест «Салаватстрой» — строительная организация, построившая город Салават и основные градообразующие предприятия Салавата.
Штаб-квартира предприятия находится в Салавате, на улице Ленина, д. 3.

## История

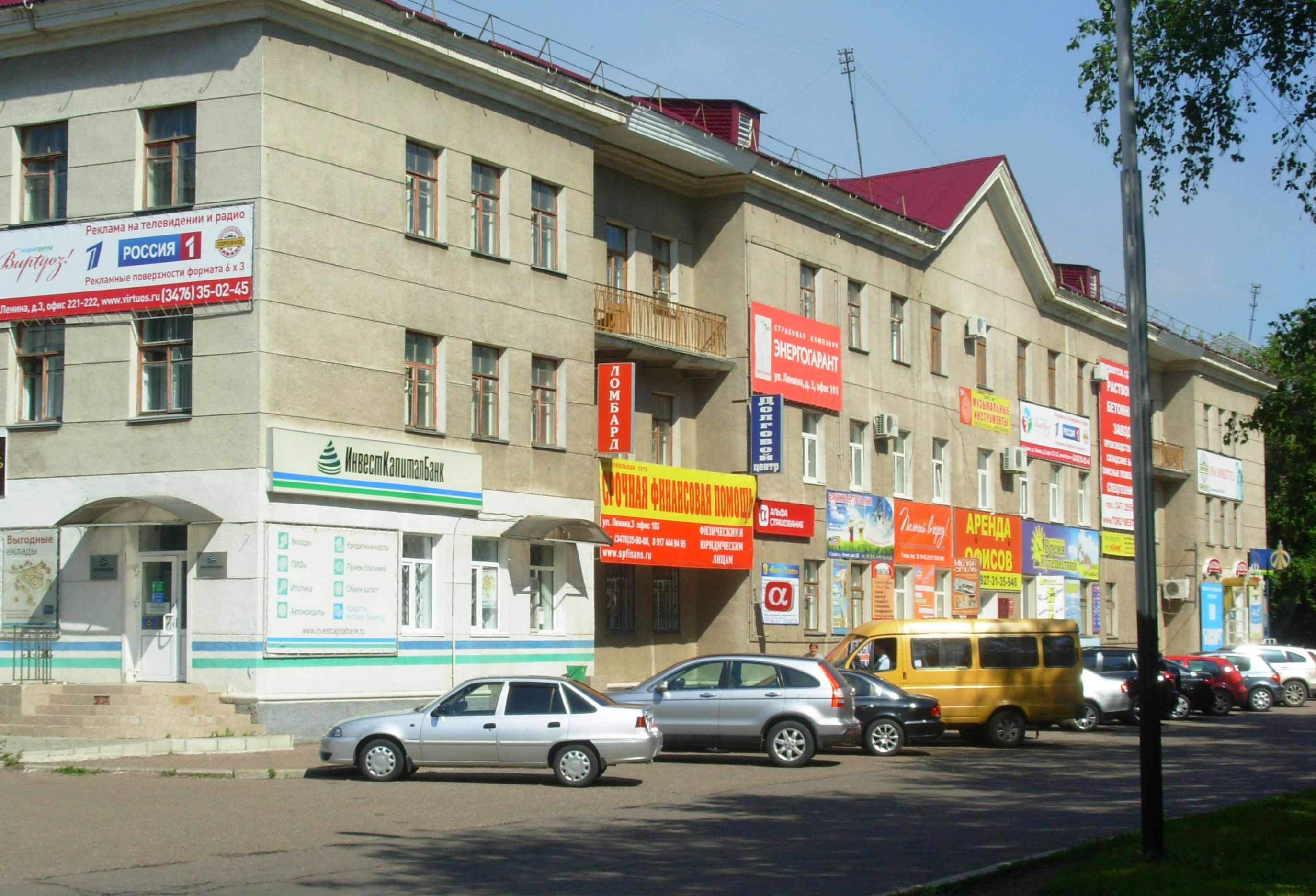
Здание треста Салаватстрой в 2011 году

Трест «Салаватстрой» был создан в 1948 году. Первые строители Салавата работали в тресте.
За время существования трестом был построен город Салават, а также введены в эксплаутацию предприятия: ОАО «Салаватнефтеоргсинтез», оптико-механический завод, «Салаватстекло», «Салаватнефтемаш», завод «Гидромаш», Салаватская ТЭЦ, Мелеузовские сахарный и химзаводы, производство «Ароматика» (Уфа), Ишимбайские заводы тяжёлого машиностроения и нефтеперерабатывающего оборудования и др.
Трестом построено также 8000 тыс. кв. м. жилья, 28 детских дошкольных учреждений, 27 школ, 12 клубов, кинотеатров, дворцов культуры, 2 стадиона, 4 санатория-профилактория, 5 поликлиник.
Трест разделялся на строительно-монтажные управления СУ-1, Су-2, СУ-3, СУ-6, управления механизированных работ (УМР).
Здание треста первоначально располагалось на улице Пушкина. С 1960 года — на улице Ленина. Подчиненные тресту строительные управления находились в промышленной зоне города.
В тресте работали мэр Салавата Бухарметов Р., Герой социалистического труда Мазитов, Яудат Зиганурович.
С 1959 года в тресте выходила своя газета "Салаватский строитель".

### История руководства
...« Осмыслим дела и достижения "Салаватстроя". Есть чем гордиться. Но есть и над чем работать, не успокаиваясь, не снижая напряжения труда и творческого поиска. Только так можно не растерять завоеванные позиции, остаться верными традициям "Салаватстроя".
- С 1949 по 1950 г. - Меркурьев Владимир Дмитриевич
- С 1951 по 1955 г. - Василенко Георгий Васильевич
- С 1955 по 1960 г. - Пономарев Сергей Александрович
- С 1960 по 1967 г. - Марушкин Василий Андреевич
- С 1967 по 1971 г. - Альтерман Лев Григорьевич
- С 1971 по 1977 г. - Громаков, Владимир Яковлевич, в последующем начальник "Главбашстроя"
- С 1977 по 1978 г. - Попов Вадим Леонидович
- С 1978 по 1987 г. - Усманов Минираис Марванович, позже начальник Главбашстроя, зам. председателя Совминина БАССР
- С 1987 по 1991 и с 1994 по 1996 г. - Небогатов Борис Анатольевич
- С 1992 по 1994 г. - Расторгуев Геннадий Леонидович
- С 1996 по 2002 г. - Искужин Сагадат Салимович (Почётный строитель России)
- С 2005 по 2008 г. - Алсынбаев Хатип
- С 2008 по 2010 г. - Гильмутдинов Сергей
- С 2010 по н.в. -    Салимов Ахтям Минигалимович

## Собственники и руководство
Долгое время управляющим трестом «Салаватстрой» был Марушкин Василий Андреевич. В это время трест строил промышленные объекты и жилье. Первые девятиэтажки в городе были построены этим трестом под руководством Марушкина, которого позже перевели заместителем министра химической промышленности СССР. После него появился трест «Ишимбайжилстрой» во главе с Водолаженко. Трест строил жилье в Стерлитамаке, Салавате, Ишимбае. Трест «Салаватстрой» полностью переключился на строительство промышленных объектов
В 1995 году трест был акционирован. В дальнейшем произошло разделение предприятия на ОАО трест «Салаватстрой» и ООО «Трест Салаватстрой» с тяжбами по разделению его активов.

## Продукция предприятия

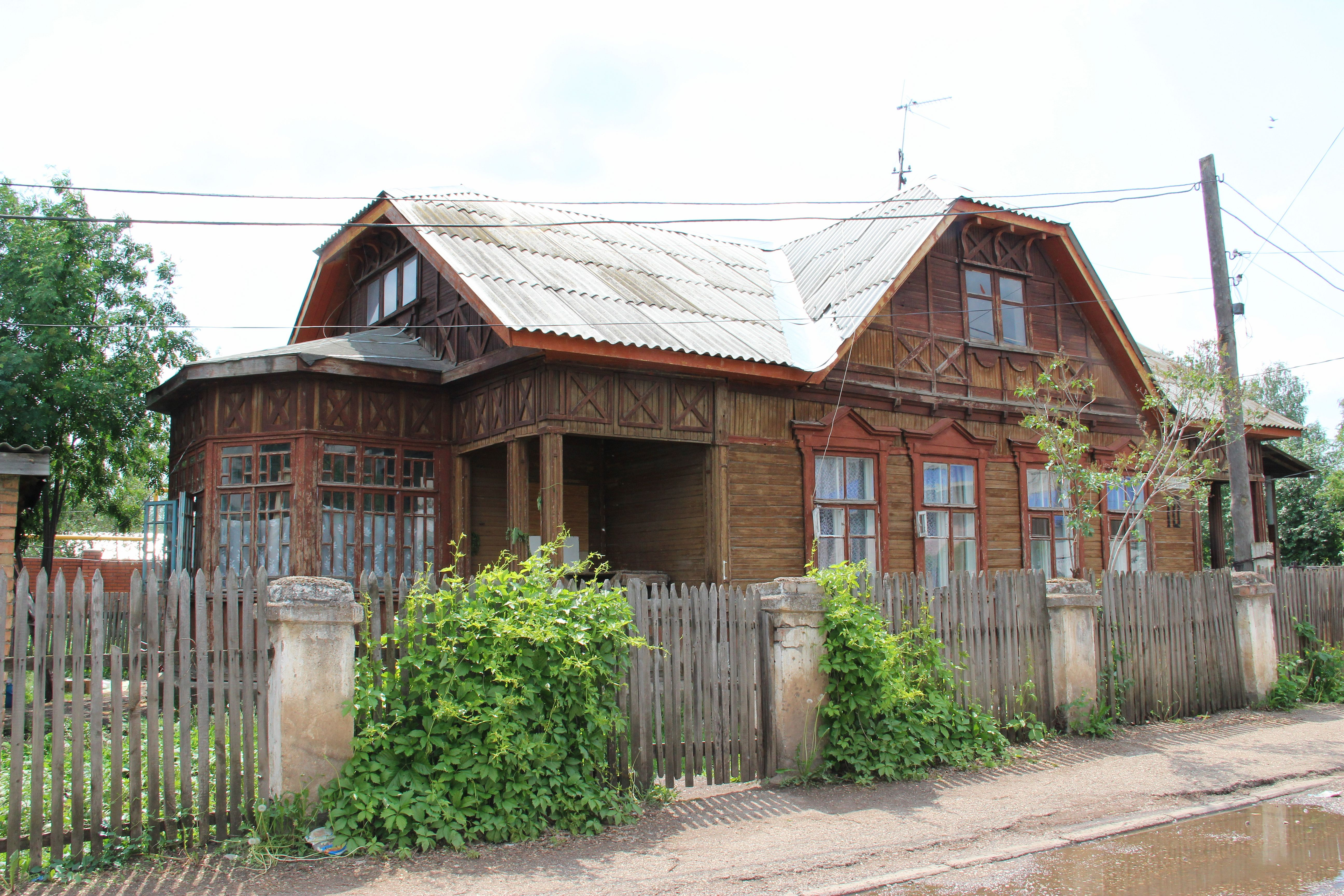
Первые коттеджи, возведенные трестом на ул. Стахановская в г. Салавате

Жилые дома на всех улицах города. 28 детских садов, 26 школ, 12 кинотеатров и дворец культуры, 2 стадиона, 4 санатория-профилактория, 900 тыс. м² жилья (1948-2005).  Промышленные объекты в Салавате, Туймазах (завод переработки металлолома), Ишимбае.
Последний крупный объект строительства — спортивно-концертный комплекс «Салават» — Ледовый Дворец в г. Салавате.

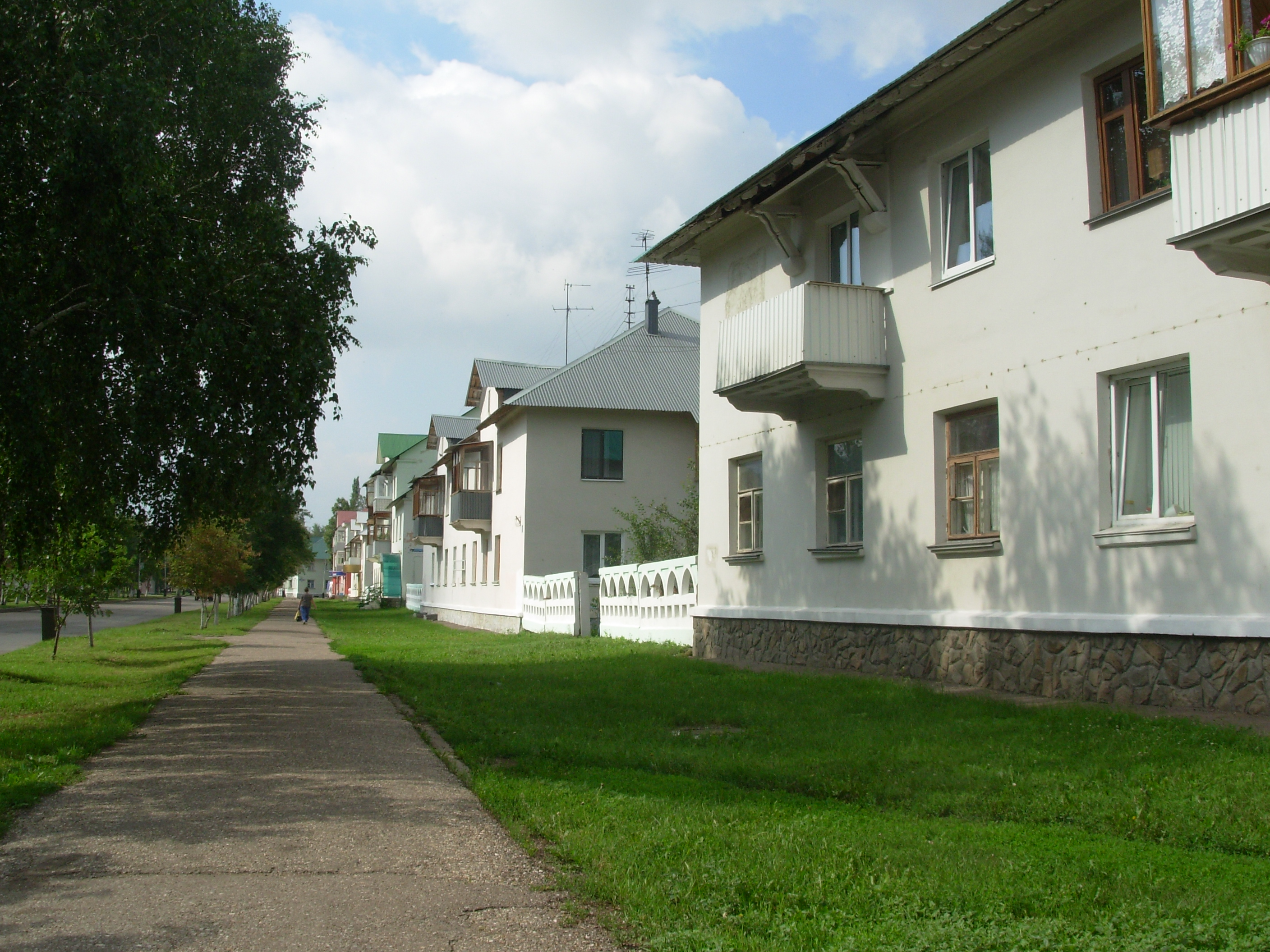
Застройка города Салавата 2-х этажными домами в 50-е годы XX века

## Социальная сфера
В тресте «Салаватстрой» были свои клуб «Строитель» (снесен), современный дом культуры «Строитель», медсанчасть, поликлиника, детский оздоровительный лагерь, турбаза, санаторий-профилакторий.

## Перспективы предприятия
Предприятие находится в стадии банкротства и распродажи активов предприятия.
Здание треста на улице Ленина отдано в аренду частным фирмам и банку. Обанкротившийся трест «Салаватстрой» оставил без работы 570 человек и задолжал им 10,5 млн рублей.
Причины экономических трудностей треста — конкуренция и трудности в реализации жилья населению города.

## Награды
- За успехи, достигнутые в выполнении задач десятой пятилетки трест награждён в 1981 году орденом Трудового Красного знамени.
- В честь 50-летия образования БАССР - памятным Красным знаменем Башкирского обкома КПСС и Совета министров БАССР.
- Красное знамя ЦК КПСС и Совета министров СССР - 9 раз.
- Почетная грамота Президиума Верховного Совета РСФСР - 2 раза.
- 315 работников треста в разное время награждены орденами и  медалями страны.